# Federico Luigi di Schleswig-Holstein-Sonderburg-Beck
Federico Luigi di Schleswig-Holstein-Sonderburg-Beck (tedesco: Friedrich Ludwig von Holstein-Sonderburg-Beck; Vlotho, 6 aprile 1653 – Königsberg, 7 marzo 1728) fu un duca di Schleswig-Holstein-Sonderburg-Beck e maresciallo di campo dell'esercito prussiano. Era figlio di Augusto Filippo, duca di Schleswig-Holstein-Sonderburg-Beck e della contessa Maria Sibilla di Nassau-Saarbrücken.

## Biografia

### Vita
Federico Luigi nacque vicino a Beck (ora parte di Löhne) nell'allora principato di Minden nel Brandeburgo-Prussia. Fu soltanto duca titolare, poiché non ereditò i domini di Beck, ereditati invece dal duca Federico Guglielmo I, figlio di duo fratello maggiore, il duca Augusto, nel 1689. Il duca Federico Guglielmo I rimase ucciso nella battaglia di Francavilla in Sicilia nel 1719, lasciando una vedova, Maria Antonia Isnardi di castello, contessa di Sanfré (1692–1762), e due figlie femmine ancora minori. Maria Antonia condivideva l'amministrazione di Beck con sua suocera, la duchessa Edvige Luisa di Schleswig-Holstein-Sonderburg-Beck (per nascita contessa di Lippe-Alverdissen).
Nel 1671 divenne una cornetta nel reggimento di cavalleria von Eller dell'esercito del Brandeburgo-Prussia. Nel 1675 partecipò alla battaglia di Fehrbellin come Rittmeister. L'anno successivo fu nominato colonnello dei dragoni. Federico Luigi fu nominato luogotenente generale e governatore di Wesel nel 1690. Tre anni più tardi è stato nominato comandante generale del ducato di Prussia.
Il 17 gennaio 1701 Federico Luigi ricevette l'ordine dell'Aquila nera dal nuovo re Federico I di Prussia e poco dopo fu nominato statolder della Prussia orientale e governatore di Königsberg. Durante la guerra di successione spagnola, partecipò alla battaglia di Oudenaarde nel 1708, alla battaglia di Malplaquet nel 1709, e gli assedi di Lilla, Mons e Tournai. Nel 1713 fu promosso a feldmaresciallo. Il duca inoltre assicurò la neutralità della Prussia orientale durante la grande guerra del Nord. Morì a Königsberg e fu sepolto accanto a sua moglie nella Cattedrale di Königsberg.

### Matrimonio
Il 1 gennaio 1685 ad Augustenburg, Federico Luigi sposò Luisa Carlotta, figlia di Ernest Günther, duca di Augustenburg e Augusta of Glücksburg. Ebbero diversi figli:
- Principessa Dorotea di Schleswig-Holstein-Sonderburg-Beck (24 novembre 1685-25 dicembre 1761), sposò il margravio Giorgio Federico Carlo di Brandeburgo-Bayreuth, ebbero cinque figli;
- Federico Guglielmo II di Schleswig-Holstein-Sonderburg-Beck (18 giugno 1687-11 novembre 1749)
- Principe Federico Luigi di Schleswig-Holstein-Sonderburg-Beck (25 agosto 1688-5 novembre 1688);
- Principessa Sofia Carlotta di Schleswig-Holstein-Sonderburg-Beck (15 agosto 1689-8 ottobre 1693);
- Principe Carlo Ludovico di Schleswig-Holstein-Sonderburg-Beck (18 settembre 1690-22 settembre 1774), sposò la contessa Anna Orzelsk, ebbero un figlio;
- Principessa Amalia Augusta di Schleswig-Holstein-Sonderburg-Beck (22 settembre 1691-11 agosto 1693);
- Principe Filippo Guglielmo di Schleswig-Holstein-Sonderburg-Beck (10 giugno 1693-novembre 1729);
- Principessa Luisa Albertina di Schleswig-Holstein-Sonderburg-Beck (27 agosto 1694-10 gennaio 1773), sposò Alberto Sigismondo von Seeguth-Stan, non ebbero figli;
- Pietro Augusto di Schleswig-Holstein-Sonderburg-Beck (7 dicembre 1697-22 maggio 1775);
- Principessa Sofia Enrichetta di Schleswig-Holstein-Sonderburg-Beck (18 dicembre 1698-9 gennaio 1768), sposò Alberto di Dohna-Schlobitten-Leistenau, ebbero una figlia;
- Principessa Carlotta di Schleswig-Holstein-Sonderburg-Beck (15 marzo 1700-19 luglio 1785).

Federico Luigi fu succeduto come duca da suo figlio maggiore, Federico Guglielmo II (1687–1749) (il cui unico figlio maschio, il duca Federico Guglielmo III, morì nella battaglia di Praga nel 1757), ed infine, dai suoi figli più giovani, Carlo Luigi (1690–1774), e Pietro Augusto (1697–1775).
Nel 1732, Federico Guglielmo II avrebbe acquistato Beck da Maria Antonia, riunendo il titolo e le terre ducali. Ma quest'ultimo rimase solo nella famiglia fino a che non fu di nuovo venduto nel 1745.

## Ascendenza
|                                                            |                             |                                                 | Genitori                                  |  |  | Nonni |  |  | Bisnonni                                  |  |  | Trisnonni                  |  |
|                                                            |                             |                                                 |                                           |  |  |       |  |  | Giovanni di Schleswig-Holstein-Sonderburg |  |  | Cristiano III di Danimarca |  |
|                                                            |                             |                                                 |                                           |  |  |       |  |  | Giovanni di Schleswig-Holstein-Sonderburg |  |  | Cristiano III di Danimarca |  |
|                                                            |                             | Dorotea di Sassonia-Lauenburg                   |                                           |  |  |       |  |  | Giovanni di Schleswig-Holstein-Sonderburg |  |  |                            |  |
| Alessandro di Schleswig-Holstein-Sonderburg                |                             |                                                 |                                           |  |  |       |  |  | Giovanni di Schleswig-Holstein-Sonderburg |  |  |                            |  |
|                                                            |                             | Elisabetta di Brunswick-Grubenhagen             | Ernesto III di Brunswick-Grubenhagen      |  |  |       |  |  |                                           |  |  |                            |  |
|                                                            |                             | Elisabetta di Brunswick-Grubenhagen             | Ernesto III di Brunswick-Grubenhagen      |  |  |       |  |  |                                           |  |  |                            |  |
|                                                            |                             | Elisabetta di Brunswick-Grubenhagen             | Margherita di Pomerania-Wolgast           |  |  |       |  |  |                                           |  |  |                            |  |
| Augusto Filippo di Schleswig-Holstein-Sonderburg-Beck      |                             | Elisabetta di Brunswick-Grubenhagen             |                                           |  |  |       |  |  |                                           |  |  |                            |  |
|                                                            |                             | Giovanni Günther I di Schwarzburg-Sondershausen | Günther XL di Schwarzburg                 |  |  |       |  |  |                                           |  |  |                            |  |
|                                                            |                             | Giovanni Günther I di Schwarzburg-Sondershausen | Günther XL di Schwarzburg                 |  |  |       |  |  |                                           |  |  |                            |  |
|                                                            |                             | Giovanni Günther I di Schwarzburg-Sondershausen | Elisabetta di Isenburg-Büdingen-Ronneburg |  |  |       |  |  |                                           |  |  |                            |  |
| Dorotea di Schwarzburg-Sondershausen                       |                             | Giovanni Günther I di Schwarzburg-Sondershausen |                                           |  |  |       |  |  |                                           |  |  |                            |  |
|                                                            |                             | Anna di Oldenburg-Delmenhorst                   | Antonio I di Oldenburg                    |  |  |       |  |  |                                           |  |  |                            |  |
|                                                            |                             | Anna di Oldenburg-Delmenhorst                   | Antonio I di Oldenburg                    |  |  |       |  |  |                                           |  |  |                            |  |
|                                                            |                             | Anna di Oldenburg-Delmenhorst                   | Sofia di Sassonia-Lauenburg               |  |  |       |  |  |                                           |  |  |                            |  |
| Federico Luigi, duca di Schleswig-Holstein-Sonderburg-Beck |                             | Anna di Oldenburg-Delmenhorst                   |                                           |  |  |       |  |  |                                           |  |  |                            |  |
|                                                            | Luigi II di Nassau-Weilburg | Alberto di Nassau-Weilburg                      |                                           |  |  |       |  |  |                                           |  |  |                            |  |
|                                                            | Luigi II di Nassau-Weilburg | Alberto di Nassau-Weilburg                      |                                           |  |  |       |  |  |                                           |  |  |                            |  |
|                                                            | Luigi II di Nassau-Weilburg | Anna di Nassau-Dillenburg                       |                                           |  |  |       |  |  |                                           |  |  |                            |  |
| Guglielmo Luigi di Nassau-Saarbrücken                      | Luigi II di Nassau-Weilburg |                                                 |                                           |  |  |       |  |  |                                           |  |  |                            |  |
|                                                            |                             | Anna Maria d'Assia-Kassel                       | Guglielmo IV d'Assia-Kassel               |  |  |       |  |  |                                           |  |  |                            |  |
|                                                            |                             | Anna Maria d'Assia-Kassel                       | Guglielmo IV d'Assia-Kassel               |  |  |       |  |  |                                           |  |  |                            |  |
|                                                            |                             | Anna Maria d'Assia-Kassel                       | Sabina di Württemberg                     |  |  |       |  |  |                                           |  |  |                            |  |
| Maria Sibilla di Nassau-Saarbrücken                        |                             | Anna Maria d'Assia-Kassel                       |                                           |  |  |       |  |  |                                           |  |  |                            |  |
|                                                            |                             | Giorgio Federico di Baden-Durlach               | Carlo II di Baden-Durlach                 |  |  |       |  |  |                                           |  |  |                            |  |
|                                                            |                             | Giorgio Federico di Baden-Durlach               | Carlo II di Baden-Durlach                 |  |  |       |  |  |                                           |  |  |                            |  |
|                                                            |                             | Giorgio Federico di Baden-Durlach               | Anna del Palatinato-Veldenz               |  |  |       |  |  |                                           |  |  |                            |  |
| Anna Amalia di Baden-Durlach                               |                             | Giorgio Federico di Baden-Durlach               |                                           |  |  |       |  |  |                                           |  |  |                            |  |
|                                                            |                             | Giuliana Ursula di Salm-Neufville               | Federico di Salm-Neufville                |  |  |       |  |  |                                           |  |  |                            |  |
|                                                            |                             | Giuliana Ursula di Salm-Neufville               | Federico di Salm-Neufville                |  |  |       |  |  |                                           |  |  |                            |  |
|                                                            |                             | Giuliana Ursula di Salm-Neufville               | Francesca di Salm                         |  |  |       |  |  |                                           |  |  |                            |  |
|                                                            |                             | Giuliana Ursula di Salm-Neufville               |                                           |  |  |       |  |  |                                           |  |  |                            |  |